# Diözese Masuren

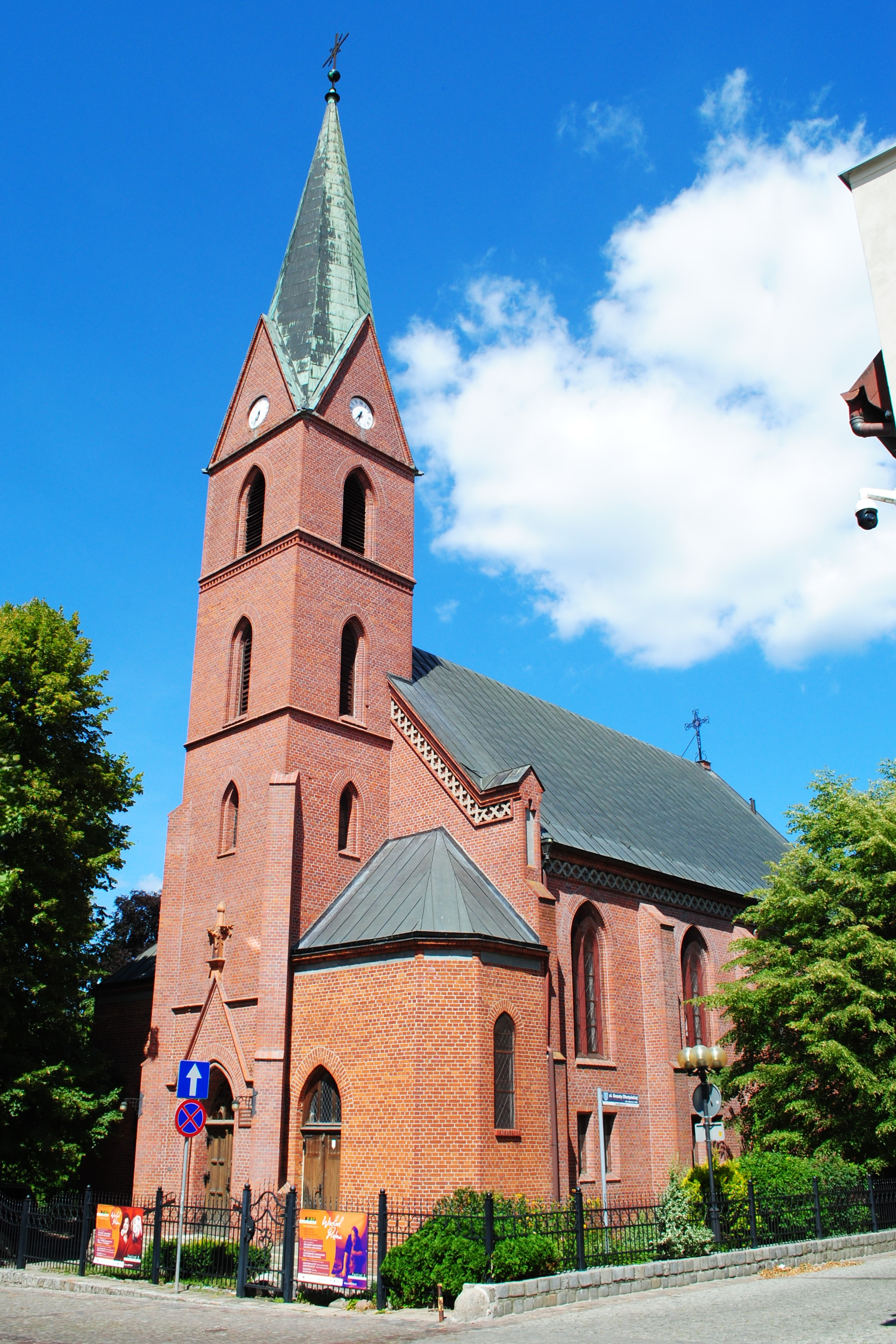
Evangelische Erlöserkirche Olsztyn (Allenstein)

Die Diözese Masuren (polnisch diecezja mazurska) ist eine von sechs Diözesen der Evangelisch-Augsburgischen Kirche in Polen. Der Amtssitz ist in Olsztyn (Allenstein).

## Lage

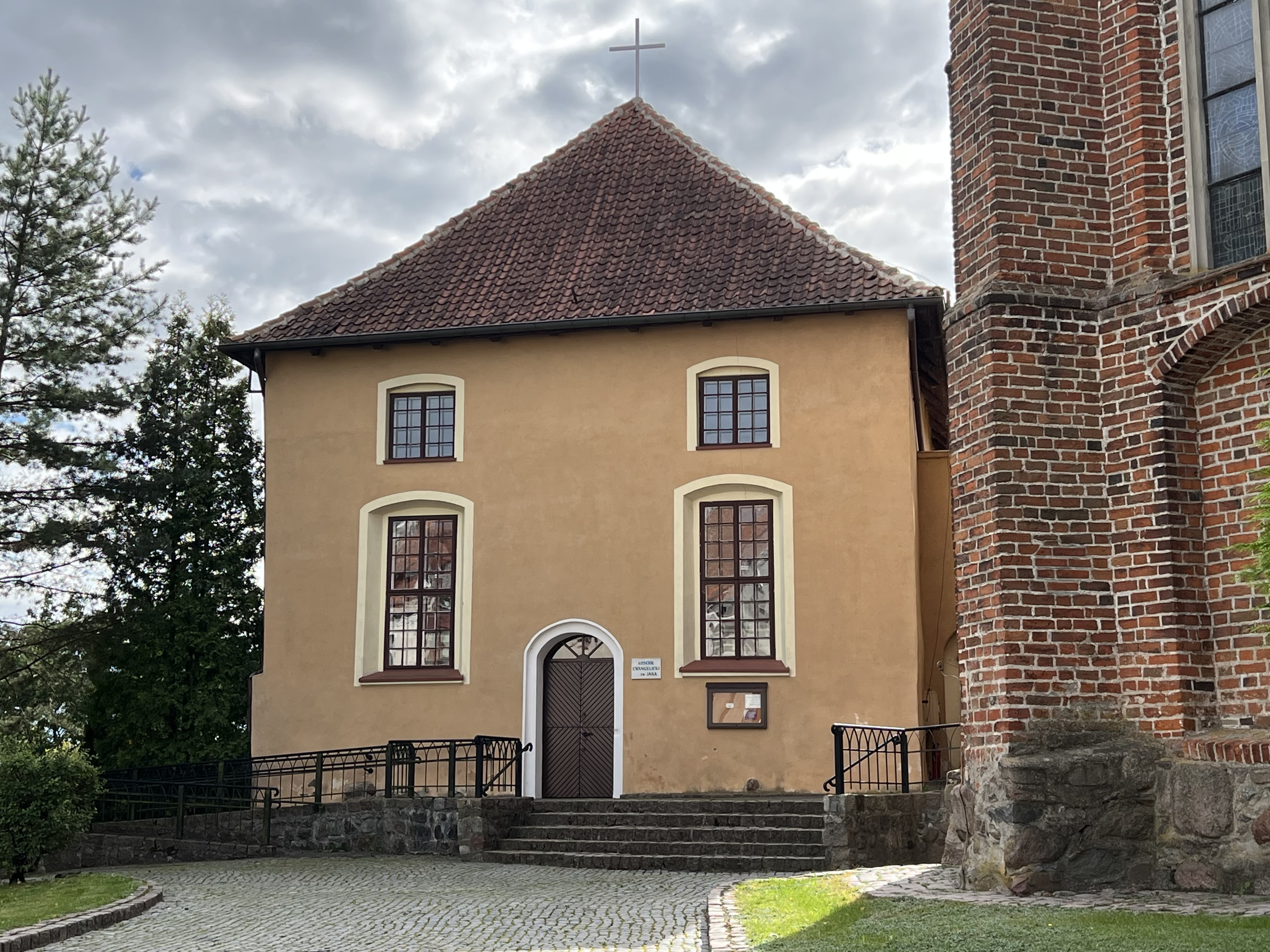
Johanneskirche Kętrzyn (Rastenburg)

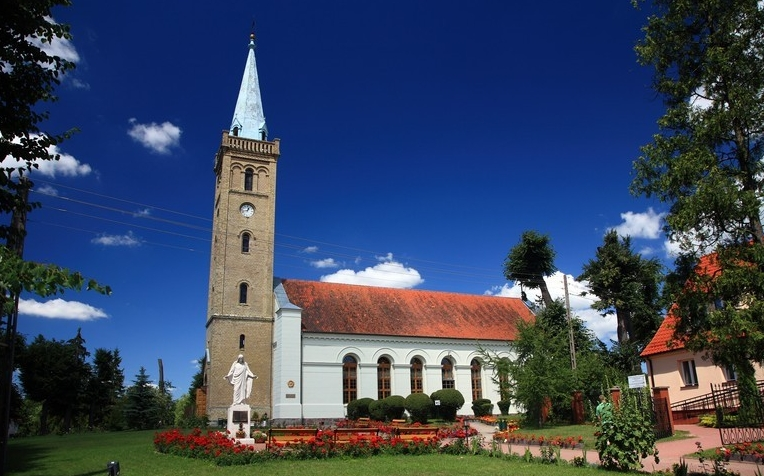
Evangelische Kirche in Mikołajki (Nikolaiken)

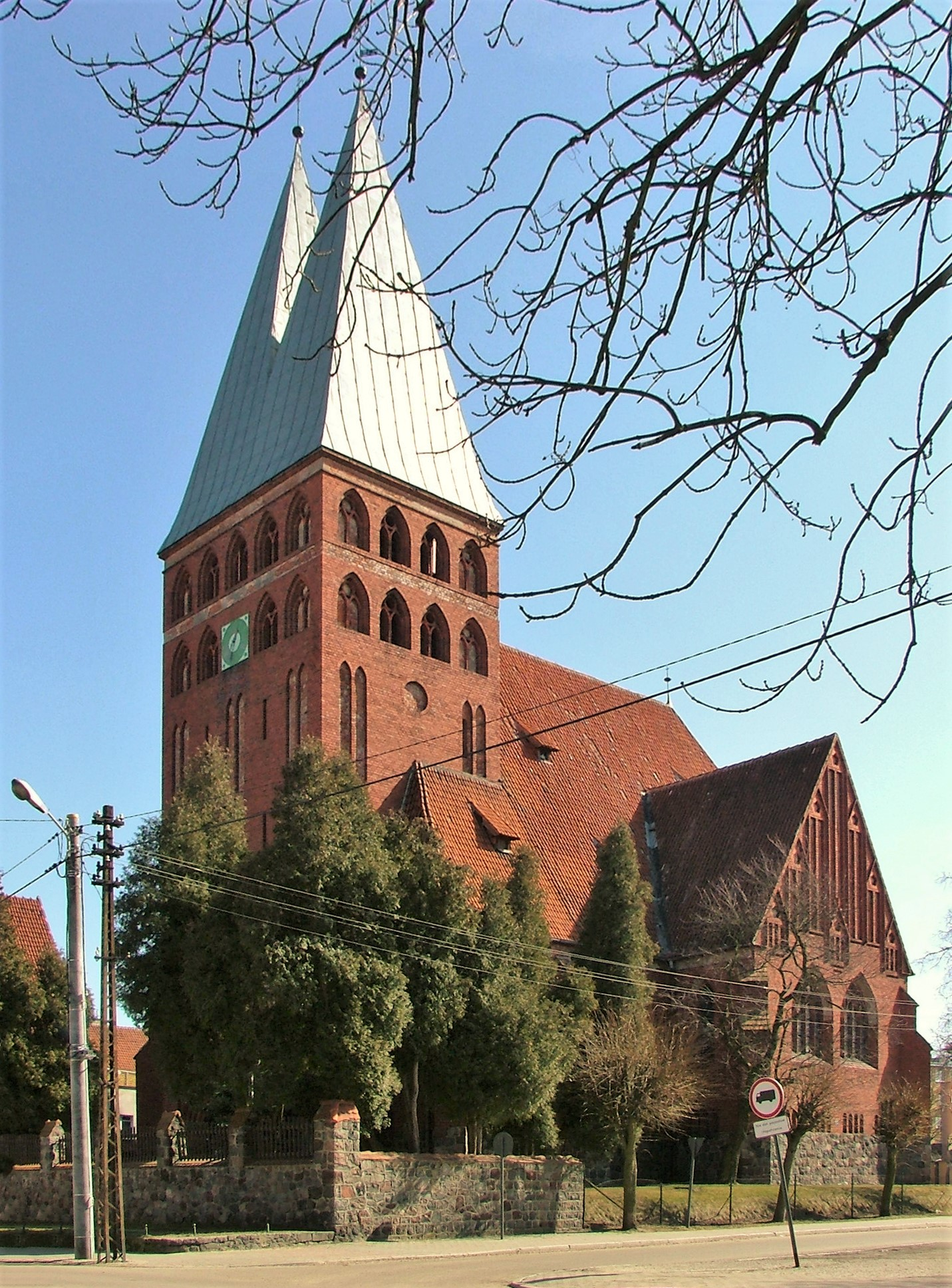
Evangelische Kirche in Ostróda (Osterode)

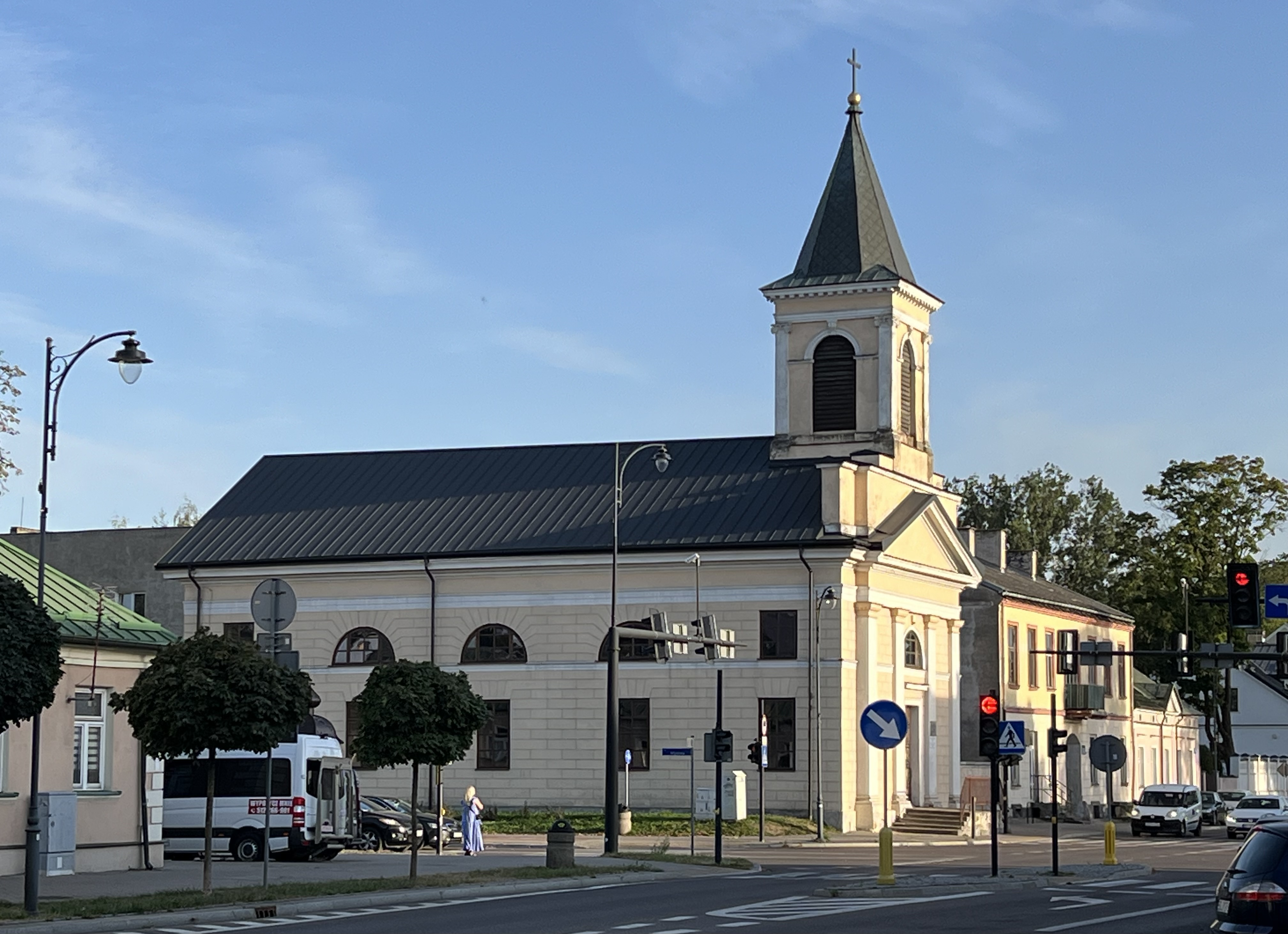
Evangelische Kirche in Suwałki (Suwalken)

Die Diözese Masuren liegt im Nordosten von Polen. Im Norden reicht ihr Gebiet bis an die Grenze zum russischen Gebiet Kaliningrad (ehem. Königsberg). Im Osten grenzt sie an Belarus, im Süden an die Diözese Warschau, und im Westen an die Diözese Pommern-Großpolen. Bei einer Fläche von 44.000 km² umfasst ihr Gebiet die polnischen Woiwodschaften Ermland-Masuren und Podlachien.

## Organisationsstruktur
Geistlicher Leiter der Diözese und geistliches Oberhaupt für alle dortigen Pfarrer ist der Bischof. Ab 1992 versah Rudolf Bażanowski dieses Amt, das er 2018 an Paweł Hause übergab.

### Diözesanrat
Zusammen mit dem Diözesan-Kurator Jan Kisza, dem Seelsorgerat Krzysztof Mutschmann und der Diözesanrätin Wanda Wróblewska bildet der Bischof bis 2018 den Diözesanrat.
2018 wurde Tomasz Wigłasz Nachfolger von Krzysztof Mutschmann neuer Seelsorgerat, als Diözesan-Kuratorin folgte Wanda Wróblewska auf Jan Kisza. Ryszard Jerosz wurde Diözesanrat.

### Diözesansynode
Höchstes Entscheidungsgremium der Diözese ist die Diözesan-Synode, zu der alle Kirchengemeinden Delegierte entsenden. Darüber hinaus entsendet die Diözese Abgeordnete in die Kirchen-Synode der Evangelisch-Augsburgischen Kirche in Polen.

## Amtssitz
Die Amtsstelle der Diözese ist nach den Regeln der Kirche der jeweilige Ort, in dem der Bischof vor seinem Amtsantritt als Priester seinen Wirkungskreis hatte. So wurde der Amtssitz, der während der Amtszeit von Rudolf Bażanowski in 10-026 Olsztyn (Allenstein), Stare Miasto 1, lag, ab dem Amtsantritt von Paweł Hause am 17. Februar 2018 nach 11-400 Kętrzyn, ul. Zjazdowa 15, verlegt.

## Kirchengemeinden/Pfarreien
In der Diözese Masuren gibt es 15 Kirchengemeinden (mit Pfarrsitz), zu denen 30 Filialgemeinden gehören:
- Białystok
- Działdowo (Soldau)
  - mit Lidzbark (Lautenburg)
- Giżycko (Lötzen)
  - mit Pozezdrze (Possessern, 1938–1945 Großgarten), Węgorzewo (Angerburg) und Wydminy (Widminnen)
- Kętrzyn (Rastenburg)
  - mit Barciany (Barten), Bartoszyce (Bartenstein), Brzeźnica (Birkenfeld) und Srokowo (Drengfurth)
- Mikołajki (Nikolaiken)
  - mit Ukta (Alt Ukta)
- Mrągowo (Sensburg)
  - mit Nawiady (Aweyden) und Użranki (Königshöhe)
- Nidzica (Neidenburg)
  - mit Gardyny (Gardienen), Jabłonka (Jablonken/Seehag) und Róg (Roggen)
- Olsztyn (Allenstein)
  - mit Olsztynek (Hohenstein)
- Ostróda (Osterode)
  - mit Iława (Deutsch Eylau), Łęguty (Langgut), Morąg (Mohrungen) und Pasłęk (Preußisch Holland)
- Pasym (Passenheim)
  - mit Dźwierzuty (Mensguth) und Jedwabno (Gedwangen)
- Pisz (Johannisburg)
  - mit Biała Piska (Bialla, 1938–1945 Gehlenburg), Ełk (Lyck) und Wejsuny (Weissuhnen)
- Ryn (Rhein)
  - mit Sterławki Wielkie (Groß Stürlack)
- Sorkwity (Sorquitten)
  - mit Biskupiec Reszelski (Bischofsburg), Rasząg (Raschung) und Rybno (Ribben)
- Suwałki (Suwalken)
  - mit Gołdap (Goldap)
- Szczytno (Ortelsburg)
  - mit Rańsk (Rheinswein)

## Einrichtungen
- Reformationsmuseum in Mikołajki (Nikolaiken)